# Jan Mikusiński
Jan Mikusiński (Ivano-Frankivs'k, 3 aprile 1913 – Katowice, 27 luglio 1987) è stato un matematico polacco.

## Biografia
Mikusiński studiò presso l'Università di Poznan (laurea nel 1937). Durante la seconda guerra mondiale, lavorò come molti matematici polacchi in un'università sotterranea. Nel 1945 conseguì il dottorato a Cracovia con Tadeusz Ważewski (Sur un problème d'interpolation pour intégrales des équations différentielles linéaires) ed in seguito docente a Breslavia (1948), Varsavia (1955) e Katowice. Conseguì l'abilitazione nel 1955. Negli anni '60 diresse il nuovo istituto matematico dell'Accademia delle scienze polacca a Katowice.
Mikusiński è noto per lo sviluppo di un calcolo di operatori differenziali e integrali, che a volte è più potente del calcolo distribuzionale di Laurent Schwartz o degli operatori che possono essere compresi nella teoria della trasformazione di Laplace. Usa l'operatore di convoluzione della trasformazione di Fourier come prodotto. Ne scrisse nel 1953 il libro Operatorenrechnung. Il suo lavoro fu un contributo per fornire una base matematicamente rigorosa per il calcolo dell'operatore del diciannovesimo secolo di Oliver Heaviside.
Mikusiński ha ricevuto il Premio Stefan Banach nel 1950. Fu medico onorario dell'Università di Rostock.

## Opere
- An Introduction to Analysis- From Number to Integral. Wiley 1993
- The Operational Calculus. Pergamon Press, Oxford 1983
- Operatorenrechnung. VEB Deutscher Verlag der Wissenschaften, Berlin 1957.
- The Bochner Integral. Birkhäuser 1978.
- Con Piotr Antosik, Roman Sikorski: Theory of distributions – the sequential approach. Elsevier 1973.
- Con Stanisław Hartman: The theory of Lebesgue Measure and Integration. Pergamon Press, Oxford 1961.